# چری گروو (ویرجینیای غربی)

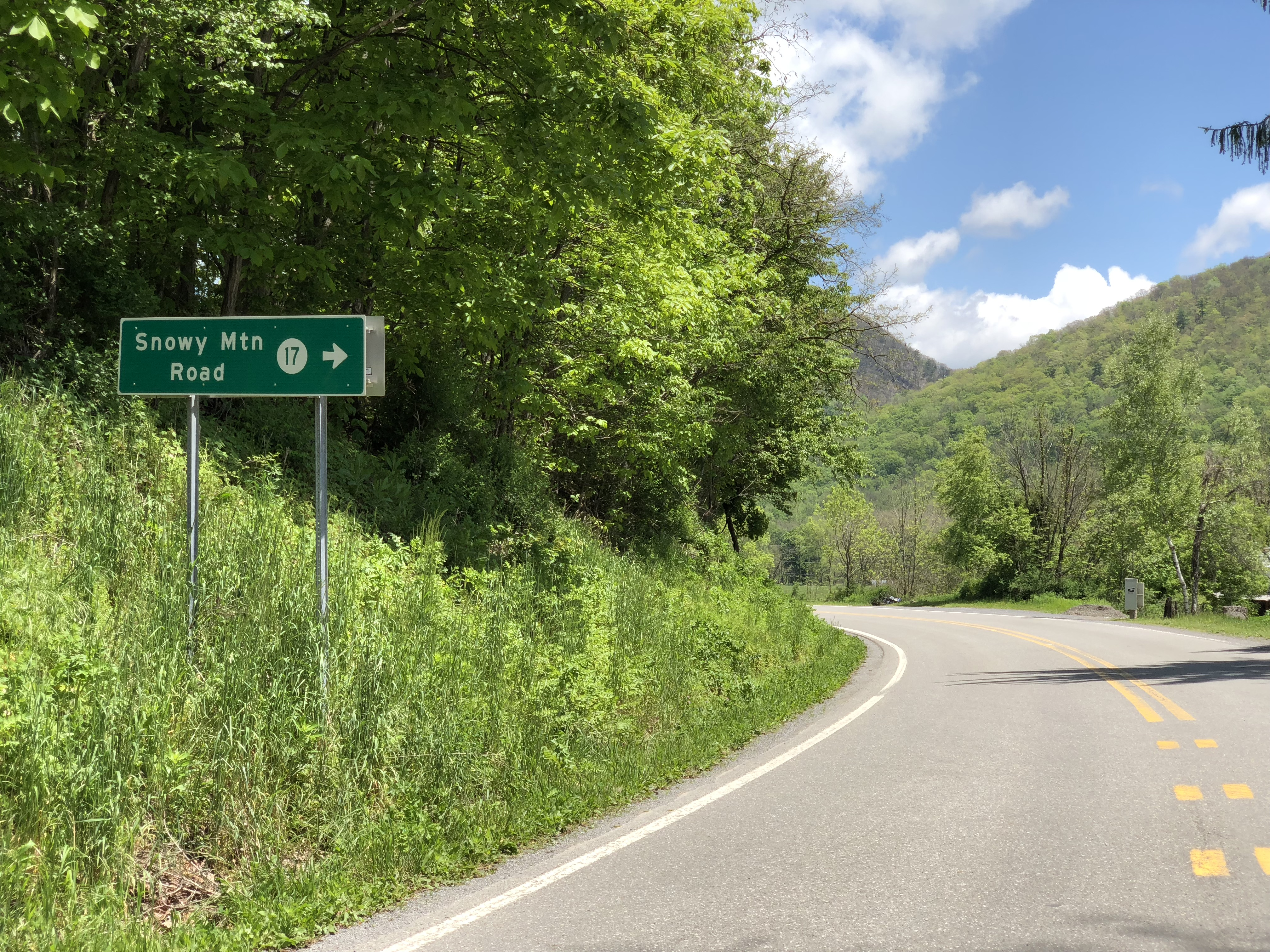
چری گروو

چری گروو (به انگلیسی: Cherry Grove) یک منطقهٔ مسکونی در ایالات متحده آمریکا است که در شهرستان پندلتن، ویرجینیای غربی واقع شده‌است.